# Henning Olsson (Gais)
Henning Olsson var en svensk fotbollsspelare (inner) som representerade Gais och Gårda BK.
Olsson debuterade för Gais i Allsvenskan säsongen 1926/1927, då han spelade 2 seriematcher (2 mål). Han blev aldrig ordinarie i klubben utan spelade framför allt i B-laget, men säsongen 1927/1928 gjorde han 7 allsvenska matcher (2 mål), och 1928/1929 8 matcher (5 mål). Kuriöst nog var han vid flera tillfällen en del av en innertrio där alla hade efternamnet Olsson; center var "Abben" Olsson och den andra innerpositionen bekläddes av Gunnar Olsson.
1931 hade Olsson lämnat Gais för uppstickarklubben Gårda BK, men han hade försvunnit från klubben innan den säsongen 1935/1936 nådde Allsvenskan.